# Gabriello Chiabrera
Gabriello Chiabrera (Savona, 18 giugno 1552 – Savona, 14 ottobre 1638) è stato un poeta e drammaturgo italiano del Seicento.
Di famiglia aristocratica, visse a stretto contatto con la nobiltà del suo tempo e scrisse numerose opere entrate a far parte del patrimonio letterario italiano.
Cantore della grecità (sebbene non conoscesse il greco) e di quello che verrà poi definito come classicismo barocco, fu spesso contrapposto al poeta Giambattista Marino, l'altro grande scrittore italiano del periodo. 
Il principale teatro drammaturgico e lirico della città di Savona, il Teatro Gabriello Chiabrera, elegante edificio post-neoclassico del XIX secolo, è a lui intitolato.

## Biografia

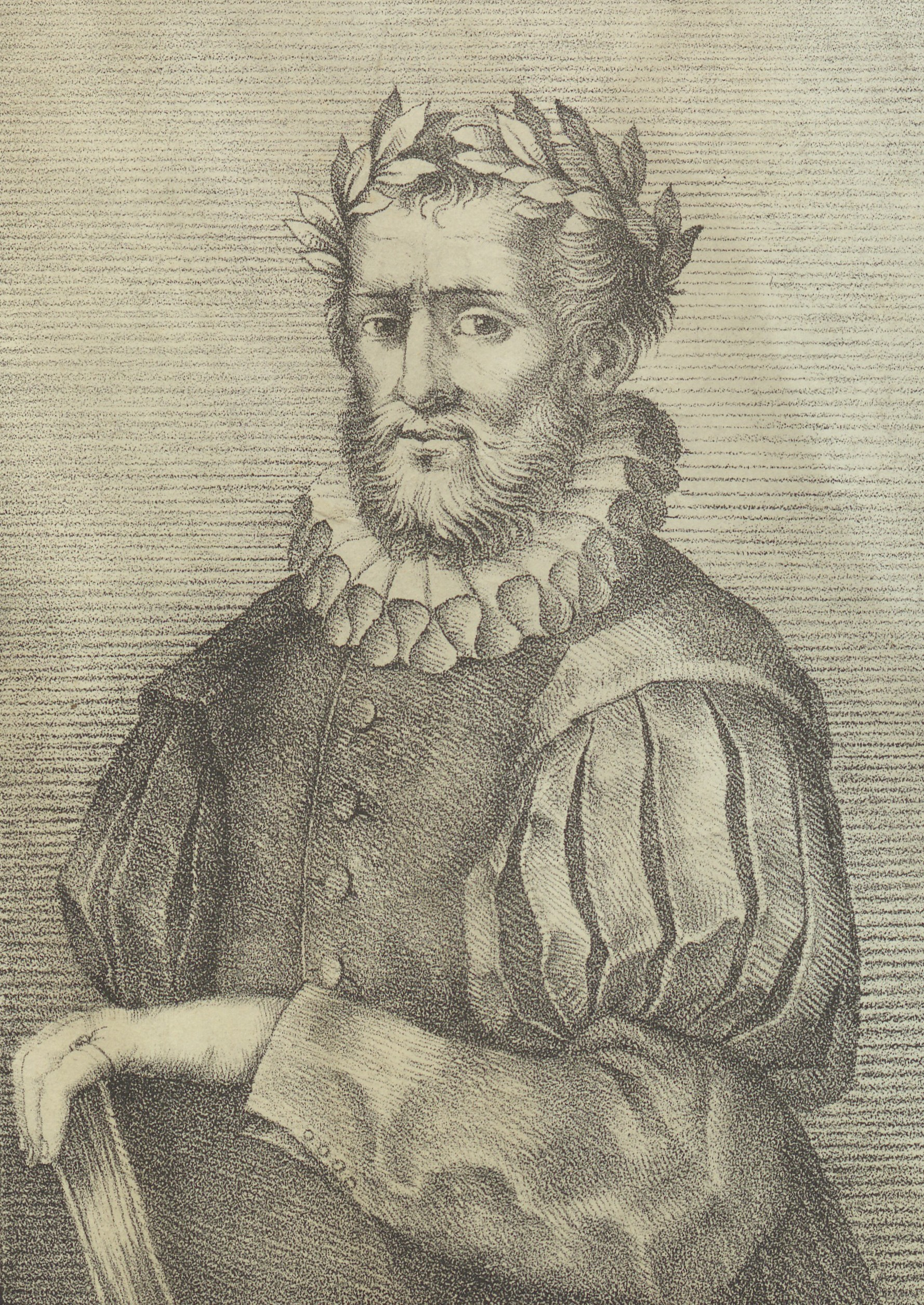
Ritratto di Gabriello Chiabrera, 1823

Nato a Savona da genitori benestanti, Gabriello riceve lo stesso nome del padre morto pochi giorni prima della sua nascita. Dalla madre, Geronima Murasana, andata a seconde nozze, viene ben presto affidato alla tutela degli zii paterni. Per volere di questi, dal 1561 studia al Collegio Romano. Poi, sempre a Roma, presso la casa di Paolo Manuzio conosce lo scrittore e critico aristotelico Sperone Speroni e il grecista francese Marc-Antoine Muret che lo indirizzano verso il gusto della poesia classica, specie greca. Sempre in quegli anni incontra forse il vecchio Torquato Tasso, venuto a Roma per far revisionare la Gerusalemme liberata dallo Speroni.
Dopo questi anni, il poeta torna a Savona dove allaccia i rapporti coi poeti Angelo Grillo e Ansaldo Cebà, con la pittrice Sofonisba Anguissola e col pittore Bernardo Castello, caro amico del giovane Giovan Battista Marino e protagonista dell'epistolario del Chiabrera. Il Chiabrera ebbe scambi epistolari anche col poeta napoletano e forse lo conobbe personalmente. Sempre a Savona anima in questi anni, assieme allo storico Giovanni Vincenzo Verzellino, l'Accademia degli Accesi che si riunisce in casa di Ambrosio Salinero che si spense nel 1613 (come ricordato nel dialogo Il Forzano stampato nel 1626).
Intanto il poeta si mette in contatto con la corte di Torino, nella persona di Carlo Emanuele I di Savoia, cui dedica nel 1582 il poema Delle guerre de' Goti (detta Gotiade, la sua prima opera stampata), la tragedia Ippodamia (stampata postuma) e il famoso poema in ottave Amedeide (iniziato nel 1590 ma stampato nel 1620 dopo 4 stesure diverse). In questi anni conosce anche Emanuele Tesauro.
Poi entra nella corte dei Medici di Firenze, che lo stipendieranno tutta la vita senza obbligo di residenza a corte. A Firenze conosce il pittore Cristofano Allori e con Giovan Battista Strozzi il Giovane, animatore dell'Accademia degli Alterati e carissimo amico. Inoltre, assieme a Jacopo Peri e a Ottavio Rinuccini, fonda il genere del melodramma con l'opera Il rapimento di Cefalo rappresentata nel 1600 alle nozze di Maria de' Medici con Enrico IV di Francia. Alla casata Medici, il Chiabrera dedica anche componimenti lirici, teatrali e poemetti: si ricordi almeno il poema in ottave Firenze (1 ed. 1615; 2 ed. 1628, 3 ed. 1637).
Sempre ai primi del Seicento, il Chiabrera si lega alla corte dei Gonzaga di Mantova dalla quale verrà stipendiato tutta la vita senza obbligo di residenza. Per essa il poeta comporrà molti drammi (fra cui si ricordino almeno gli intermezzi per l'Idropica di Battista Guarini del 1605) e collabora con Alessandro Striggio e Claudio Monteverdi in varie pièces. Compone in questi anni anche la tragedia Angelica in Ebuda (1615) di ispirazione ariostesca.
Come risulta dall'epistolario, nel 1615 forse Chiabrera conosce Galileo Galilei e interrompe malamente, intanto, i rapporti col ricco nobile genovese Giovanni Vincenzo Imperiale, autore del celebre poema didascalico Lo stato rustico (3 edizioni, 1606, 1611, 1613) che era stato osannato nel dialogo Vecchietti.
Ma il vero apice della carriera del Chiabrera viene toccato dopo il 1623 con l'elezione al soglio pontificio del vecchio amico di studi Maffeo Barberini, Papa Urbano VIII. Il quale, intento a dare al papato una nuova linea culturale, per prima cosa pone all'Indice l'Adone, lasciando così sgombro il campo ad intellettuali di formazione gesuitica e classica come appunto Chiabrera, Fulvio Testi, Agostino Mascardi, Famiano Strada, Virginio Cesarini, Giovanni Ciampoli, Pietro Sforza Pallavicino, Virgilio Malvezzi (oltre che Urbano VIII stesso, autore di poesie di gusto classico venate di stoicismo). Questa linea culturale di stampo moralista verrà riconfermata dal papato nel 1632-33 con l'abiura del Galilei e l'allontanamento del Ciàmpoli dalla corte romana. In questi anni il Chiabrera compone i due dialoghi Orzalesi e Geri (ambientati intorno al Giubileo del 1625), le Canzoni per Urbano VIII, di stampo pindarico, e il poemetto Le feste dell'anno cristiano, entrambi del 1628.
Dopo i lavori del 1628, il poeta si ritira in Liguria dove entra nell'Accademia degli Addormentati di Genova. Qui funge da protettore a Pier Giuseppe Giustiniani e ad Anton Giulio Brignole Sale, principi dell'Accademia nel 1630 e nel 1636, dei quali il Chiabrera era stato mèntore fin dall'adolescenza. In questi anni, inoltre, il Chiabrera legge all'Accademia sette Discorsi (1629, due dei quali dedicati al Giustiniani) e compone ancora molte opere, quasi tutte stampate post mortem: il poema in sciolti Ruggiero e il poemetto Foresto (stampati nel 1653), le liriche bacchiche e sperimentali dei Sollazzi (composte nel 1635-36), molti poemetti, la famosa Vita (composta nel 1633-38), nonché numerose prose dedicate al patriziato genovese stampate intorno agli anni Trenta; accorcia, inoltre, l'Amedeide riportandola alle dimensioni della prima stesura (detta Amedeide minor) e rielabora per la terza volta il poema Firenze.
Dalla descrizione che egli stesso diede di sé nella Vita apprendiamo che era di media statura, "di pelo castagno", affetto da lieve miopia ("vedea poco da lunge, ma altri non se n'avvedeva"), frugale nell'alimentazione e poco propenso a perdere ore di sonno (ritratto di perfetto stile oraziano...). Sempre nella Vita, dopo aver ricordato il suo tirocinio romano presso Speroni e Muret, dichiara di avere avuto come maestri Omero, Virgilio, Dante Alighieri e Lodovico Ariosto, e ammette di trovare la poesia italiana povera e di aver avuto come massimo obiettivo di arricchirla, come un Galileo Galilei o un Cristoforo Colombo, di nuove strutture ritmiche e musicali.
Tali strutture metriche, a loro volta, non sono nuove in senso assoluto, ma imitano i metri di tradizione classica, soprattutto greca, sicché la novità non è altro che un ritorno al classicismo antico dopo quello moderno del Rinascimento, cioè il Petrarca. In sostanza: per rinnovare l'ormai stanco classicismo rinascimentale, il poeta non lo dissolve (come spesso accade nella poesia mariniana), ma si richiama a un altro classicismo, d'antica foggia, che permette di rinnovare la tradizione moderna attraverso quella antica così da non uscire mai dall'alveo della tradizione.
Trascorse la vecchiaia prevalentemente nella villa del borgo rurale savonese di Légino, il Musarum opibus, dove erano le sue ville, fra cui la famosa Siracusa ricordata nel dialogo Forzano.
Il suo sepolcro si trova all'interno della chiesa di San Giacomo a Savona. 

## La riforma metrica della poesia italiana
Gran parte dell'attività poetica del Chiabrera nasce, come specificato nella Vita, dalla volontà di arricchire la poesia italiana di metri e di forme nuove rispetto al canone petrarchista del Cinquecento ma, più in generale, rispetto a tutti i generi ereditati dal Cinquecento. La formazione del Chiabrera, infatti, si è sviluppata nelle mani di Sperone Speroni e di Marc-Antoine Muret, due tipici esponenti della cultura antibembesca del primo Rinascimento. I quali volevano imitare nella metrica la poesia classica greca e latina, e nella lingua prediligevano un volgare non strettamente petrarchesco. II Chiabrera riprende questi insegnamenti e le forme metriche da lui inventate saranno imprescindibili per gli sviluppi della futura poesia italiana venendosi ad affiancare a quelle già consacrate dal Rinascimento (l'ottava nel romanzo e nell'epica; il sonetto e la canzone petrarcheschi nella lirica).

### L'endecasillabo sciolto nei poemi narrativi
Gran parte della ''rivoluzione metrica classicista'' operata del Chiabrera persegue innanzitutto l'uso del verso sciolto nei poemi epici al posto dell'ottava ariostesca e tassiana. L'endecasillabo sciolto era stato inventato nel Cinquecento dal Trissino per emulare l'esametro classico e, sebbene fosse destinato a divenire uno dei metri principali della tradizione italiana, al momento della sua invenzione (1524 la Sofonisba, 1547 L'Italia liberata) fu considerato stilisticamente basso e come tale adatto al teatro ma non per i poemi epici, a meno che non fossero traduzioni come quella di Annibale Caro. Il Chiabrera, invece, si impegnò a fondo nel processo di nobilitazione del verso sciolto e contribuì a trasformarlo in uno dei metri più importanti della poesia italiana.
- I 'manifesti' del poeta sul verso sciolto sono tre: la dedica dei Poemetti del 1606 indirizzata a Giovanni Vincenzo Imperiale (autore dello Stato rustico), dove lo sciolto viene preferito alla terzina e all'ottava esplicitamente, come già detto dal Trissino nella Poetica; il dialogo Vecchietti, come accennato, nel quale il poeta si appoggia sempre allo Stato rustico dell'Imperiale. Il terzo è la Prefazione che del secondo Firenze (1628), rifatto in selve, dove il Chiabrera cita quanto l'Italia liberata del Trissino, l'Eneide del Caro, le Coltivazioni dell'Alamanni e il Mondo creato del Tasso.
- I Poemetti hanno un posto di rilievo nelle sperimentazioni del Chiabrera col verso sciolto e le selve. Essi sono di fatto un genere nuovo nella letteratura che si ispira agli Inni di Omero e di Callimaco, alle ecloghe e agli idilli mitologici di Bernardo Tasso e di Berardino Rota, e ai poemetti astronomici o eziologici quattro-cinquecenteschi in latino. Il genere minore delle ecloghe e del poemetto, invece, ora viene concentrato dal Chiabrera per argomenti e stile 'alti' come l'eroismo biblico, l'allegoria, i temi sacri etc.., il che va fuori dalle codificazioni stabilite dal Rinascimento e costituisce un consistente passo avanti nel rinnovamento della letteratura italiana. È in loro che si compie, insomma, la fusione fra un metro umile e un soggetto alto, fra verso sciolto e soggetto eroico, prima che nell'epica, della quale i Poemetti sono da considerarsi un vasto laboratorio formale. Il poemetto più riuscito è forse l'ultimo di quelli stampati in vita, Le feste dell'anno cristiano (1628), in cui il genere classico del poemetto astronomico si unisce alle feste sacre, ai miti, ai santi e ai martiri del calendario cattolico, un bell'esempio della fusione fra cultura classica e controriformistica proposta dalla Roma barberiniana.
- Un discorso a parte meritano i Sermoni, di ispirazione stoica ed oraziana, di stile medio e di tono affabile e colloquiale, lontani dalla compostezza formale dei Poemetti. La scelta dello sciolto per questo metro si rivelerà portatrice di sviluppi nella letteratura ed è di per sé, come detto, una grande innovazione rispetto alle terzine finora usate dall'Ariosto nelle Satire o dal Berni.

### La lirica
Anche il genere lirico fu sottoposto dal Chiabrera a una rivisitazione sul modello delle forme metriche greche e latine, fin dal primo libro di poesie, stampato nel 1583, vivente ancora il Tasso, nel quale è già chiaro il modello classico (l'evocazione di un mito antico al centro dell'ode come negli epinici pindarici, ad esempio). Questi circa 500 componimenti hanno, inoltre, quasi tutti un metro diverso, il che testimonia una capacità inventiva sbalorditiva e una conoscenza raffinata del profilo ritmico-musicale della poesia e della lingua italiane. Anche qui l'appoggio a tali sperimentazioni è trovato nella Poetica del Trissino, citata nella dedica di Lorenzo Fabri alle famose Maniere de' versi toscani, e ribadita più tardi nei dialoghi dell'Orzalesi e del Geri. Oltre al Trissino e agli autori primo cinquecenteschi, l'altro punto di riferimento essenziale è qui Pierre de Ronsard, che il Chiabrera però non cita mai ma che ben conosceva, visto che il Muret era stato un famoso commentatore dei suoi Amours. Come noto, almeno nella prima fase della produzione lirica, il Chiabrera traduce di peso spesso Ronsard, la cui influenza sarà forte anche nei Poemetti tardi.
La poesia lirica del Chiabrera si può dividere per argomenti in tre grandi aree: la poesia bacchica ed erotica, le canzonette meliche, le odi.
- La poesia di argomento erotico e bacchico, che tanto piacerà all'Arcadia, si ispira ai lirici greci dell'età arcaica (quali Saffo, Anacreonte, Bacchilide, Stesicoro) e ai lirici latini (Catullo, Orazio, Ovidio) dai quali spesso riprende l'idea di brevi componimenti, in versi molto brevi (settenari, senari, quaternari) e dalle rime molto vicine, di assoluta cantabilità, quasi dei madrigali ma di gusto alessandrino e grecizzante (il madrigale è l'unica forma metrica che il Chiabrera non usa mai). A volte giunge a creare poesie interamente giocate sul ritmo sdrucciolo, ad esempio, come nella metrica barbara, ma senza mai squassare la struttura dei versi tradizionali italiani. Fra i temi ricorrenti in queste poesie vi sono quelli del brindisi e del vino (come le celebri Vendemmie di Parnaso che anticipano già il Ditirambo del Redi e la poesia bacchica toscana del secondo Seicento), o quello galante ed erotico, o ancora quello ecfrastico, come nella descrizione di coppe e gioielli. Data la celebrità (anche) di questi componimenti, ne riportiamo uno, l'Invito a bere, un'esile ballata di tema anacreontico, sospesa fra immagini tenere e nuove (il vino purpureo che profuma di fragola) e l'accenno, ellenistico, prezioso, al tema erotico legato alla coppa decorata, il tutto sospeso durante un breve invito alla donna amata in un'alba sul fiume. I temi sono tutti accennati in maniera leggerissima:

- Le canzonette meliche, invece, sono dei testi più lunghi e composti per il canto: il poeta ordina lunghe sequenze di strofette brevi, sempre con versi brevi e rime ravvicinate, che rimandano ad Anacreonte e ad Orazio. Fra di esse ci sono le famosissime Belle rose porporine (musica da Giulio Caccini) e Vaghi rai. Sono proprio queste canzonette fatte per diporto della nobiltà salottiera ad essere destinate a fortuna secolare con l'Accademia dell'Arcadia e a riapparire, ma stavolta su temi civili o sacri, nel Parini, nel Manzoni e oltre.
- Nelle odi o nelle canzoni celebrative il Chiabrera si mostra ancora più classico che nelle canzonette, sia nel lessico, sia nella libertà d'invenzione metrica, sia nella sintassi, sia nell'impianto. Egli giunge, infatti, nel 1624, a ristrutturare daccapo la canzone italiana sul modello di Pindaro e di Orazio, dividendola (come avevano già fatto Trissino e Luigi Alamanni in una sequenza ripetuta di tre strofe ad imitazione della strofe, dell'antistrofe e dell'epodo dell'epinicio classico. La migliore espressione di questa parte della lirica chiabreresca possono essere considerate le Canzoni per Urbano VIII.

## Il teatro
La produzione teatrale del Chiabrera comprende tre generi: il melodramma, la tragedia e il dramma pastorale.
- Per il melodramma il Chiabrera si affianca a quanto già sperimentato dal Ottavio Rinuccini cioè selve di endecasillabi e dei settenari liberamente disposti e liberamente rimati, intervallati da brevi cori in forme strofiche chiuse.
- Stessa formula dei melodrammi è usata nella tragedia Angelica in Ebuda mentre Ippodamia e Erminia sono più vicine ai modelli cinquecenteschi in versi sciolti, a parte i cori.
- Nei drammi pastorali il poeta è fedele in parte alla tradizione e in parte rinnova. La Gelopea è in selve di endecasillabi e settenari non rimati mentre la Meganira e l'Alcippo le hanno rimate. I drammi pastorali non presentano mai i cori.

## Il lessico
Anche nel lessico il poeta si mostra un innovatore, dietro le teorie esposte nel dialogo Bamberini. Partendo dal Petrarca, il poeta si apre non solo ai neologismi, ma anche a moltissimi grecismi e latinismi fino a creare dei composti sul modello della lingua greca (oricrinito, ad esempio, ricordato nella Vita o chiomazzurro e simili). Lo stesso si dica per la sintassi, che il poeta modella su quella latina.

## Lo stile
Per quel che riguarda il metaforismo, che in genere contraddistingue la poesia secentesca, il Chiabrera si mostra molto parco. Egli, specie nelle descrizioni delle bellezze muliebri, amplia ovviamente il campionario delle metafore tradizionali e, oltre al Petrarca, segue a volte la tradizione quattrocentesca (cassata dal Bembo), ma in genere è lontano dagli eccessi metaforici tipici della poesia coeva ed è concentrato sulla sintassi, le rime rare, le parole preziose. Per questo per lungo tempo il Chiabrera è stato considerato un autore non barocco ma classico, e non un classicista barocco, ma invero anche questo genere di poesia è animata dallo stesso gusto del Marino per il raro, il nuovo, il prezioso e il bizzarro.

## Opere

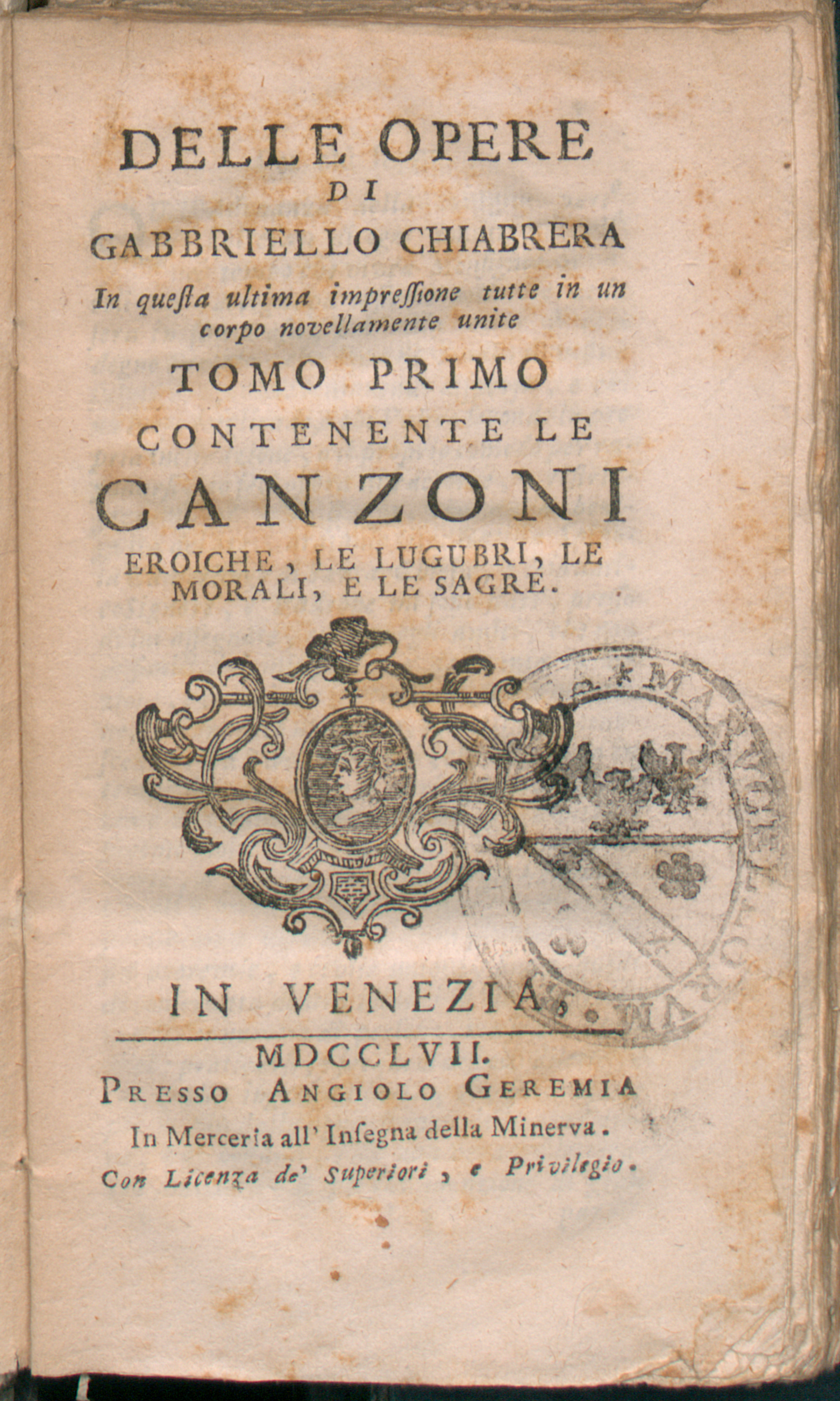
Delle opere di Gabriello Chiabrera, 1757

L'esordio letterario di Chiabrera avvenne nel 1582 col poema Delle guerre de' Goti (o Gotiade) dedicato a Carlo Emanuele I di Savoia. 

### Lirica e poemetti
- Circa 500 poesie, tra liriche di argomento bacchico, canzonette meliche (si ricordino le famosissime Belle rose porporine e Vaghi rai), canzoni eroiche e celebrative (come le famose Viva perla dei fiumi e A Cristoforo Colombo), che imitano schemi metrici della poesia greca e latina e spesso composte per la recitazione cantata. Su questi schemi metrici si fonderà la poesia dell'Accademia dell'Arcadia romana che, infatti, riterrà il Chiabrera suo maestro.
- Accanto alle liriche, vi è una vasta produzione di circa 40 Poemetti, dei brevi componimenti in genere in selve o in endecasillabi sciolti, che si ispirano alle ecloghe cinquecentesche di Bernardo Tasso e del Rota, ai Carmina docta di Catullo e agli Inni di Callimaco. Essi trattano argomenti vari come l'epos biblico (Il leone di David, Il diluvio, La liberazione di S. Pietro, il Battista, in ottave, la Giuditta, in terzine etc...), i martiri cristiani (S. Margherita, S. Agnese, Il Battista in ottave etc...), il tema astronomico che rimanda ai poemi latini del Quattrocento (Urania, Il presagio dei giorni, Le meteore, Le feste dell'anno cristiano etc...), venatorio (La caccia dell'astore, La caccia delle fere etc...), boschereccio (Il vivaio di Boboli, Galatea o Le grotte di Fassolo etc...), allegorico (Il Diaspro, Il Verno, Ametisto, Le perle etc...), mitologico (Il ratto di Proserpina etc...), o anche sacro ed encomiastico (Il secol d'oro, Foresto, Scio, in ottave). Fra i Poemetti si annoverano anche i tre famosi Erminia, Alcina prigioniera e La conquista di Rabicano ispirati alla Gerusalemme liberata, all'Orlando furioso e all'Orlando innamorato, che sono tra le composizioni più riuscite e più note del poeta.

### Teatro
- Melodrammi, una quindicina. Sono brevi favolette in endecasillabi e settenari di soggetto mitologico. Si ricordino almeno Il Rapimento di Cefalo per le nozze Medici a Firenze del 1600, e gli intermezzi per l'Idropica di Giovan Battista Guarini a Mantova.
- Tragedie, tre: l'Ippodamia dedicata a Carlo Emanuele di Savoia e stampata solo nel XVIII secolo; Angelica in Ebuda del 1615, tratta dal Furioso e dedicata al nobile genovese Francesco Marini; Erminia del 1622 (una versione ampliata del poemetto omonimo) dedicata al genovese Anton Giulio Brignole Sale.
- Drammi pastorali, tre: Gelopea (1604), Meganira (1608); Alcippo (1614, dedicato a Pier Giuseppe Giustiniani).

### Poemi epici
Sono essenzialmente quattro, ma invero ne sono di più poiché l'Amedeide ha due stesure (la maior e la minor) come anche il Ruggiero (una a stampa ed una manoscritta), mentre il Firenze ne ha tre (una in ottave e due in selve):
- Delle guerre de Goti (Gotiade) in XV canti in ottave (1582, per Carlo Emanuele I di Savoia).
- Firenze (prima versione) in IX canti in ottave (1615, per Ferdinando II de' Medici, il poema era stato iniziato nel 1610);
- Amedeide (prima versione o maior), in XXIII canti in ottave (1620, dedicata sempre al Savoia; il poema era stato iniziato nel 1590 e aveva avuto quattro diverse stesure, tutte rifiutate dal principe);
- Firenze (seconda versione), in XV canti in selve (1628);
- Firenze (terza versione) in X canti in selve (1637);
- Il Ruggiero (prima versione), in X canti in endecasillabi sciolti, stampato postumo nel volume Poemi eroici postumi (Genova, Guasco, 1653); è dedicato a Francesco I d'Este, duca di Modena;
- Il Ruggiero (seconda versione), sempre in X canti in sciolti ma diverso in molti punti dalla stampa: è conservato alla Biblioteca Berio in un manoscritto autografo: questa seconda stesura è dedicata al romanziere genovese Anton Giulio Brignole Sale pupillo del poeta;
- Amedeide (seconda versione o minor), sempre in ottave, che ripropone la prima delle quattro stesure, la più breve, del poema stampato nel 1620. Verrà alla luce nel 1654 assieme alla Vita presso l'editore Guasco.

### Sermoni
- Trenta Sermoni di gusto oraziano in endecasillabi sciolti (idea originale rispetto alla tipica terzina delle satire di Lodovico Ariosto e di Francesco Berni), composti, sembra, partire dal 1624, e completati in età avanzata; sono dedicati ad esponenti di spicco della corte romana e del panorama genovese. Tranne uno (A Ferdinando Medici nel 1626), furono pubblicati tutti postumi.

### Prose
Edite quasi tutte postume, furono in gran parte composte durante gli anni Trenta del Seicento. Si ricordano almeno:
- La famosa Vita;
- I cosiddetti Dialoghi dell'arte poetica, di datazione incerta. Sono cinque cioè Il Vecchietti, L'Orzalesi, Il Geri, Il Bamberini e Il Forzano (quest'ultimo l'unico pubblicato in vita, nel 1626). Sono testi centrali della riforma metrica approntata dal Chiabrera per la tradizione italiana e offrono un vasto spaccato della cultura del classicismo barocco. In essi il poeta, contro le normative stabilite dalla poesia rinascimentale, riesce a dimostrare: nel poema, la liceità dell'uso non delle ottave ma dei versi sciolti o delle selve ispirandosi allo Lo Stato Rustico di Giovanni Vincenzo Imperiale (nel Vecchietti); nella poesia lirica, la liceità dell'uso di rime tronche e sdrucciole, di versi non rimati o di nuove forme strofiche di ispirazione classica sul modello del Trissino, dell'Alamanni e della poesia per musica della corte romana (nell'Orzalesi e nel Geri); nel lessico, la possibilità di creare, sul modello delle lingue classiche, neologismi come i composti alla greca (nel Bamberini).
- Sette Discorsi recitati agli Addormentati (1628-29). Cinque sono di carattere morale (Discorso I. Intorno alla debolezza della Prudenza umana; Discorso II. Intorno alla virtù della Fortezza; Discorso III. Intorno alla Intemperanza; Discorso IV. Intorno alla virtù della Magnificenza; Discorso V. Come si passi e come si quieti l’Ira e passa alle lodi della Rettorica) e verranno stampati postumi nel 1670. Gli altri due (Intorno al quarto libro dell’Eneade e Intorno all’episodio d’Omero e di Virgilio là dove armano Acchille et Enea), invece, sono di argomento letterario e sono dedicati a Pier Giuseppe Giustiniani e furono stampati solo nel 1889.
- Otto Elogi, brevi prose dedicate a personaggi di spicco: Virginio Cesarini, Giovanni Ciampoli, Giovan Battista Strozzi, Ottavio Rinuccini, Giovan Battista Marino, Galileo Galilei, Sperone Speroni e Torquato Tasso.
- Un ricco Epistolario stampato di recente (vd. Bibliografia) dove è testimoniata una fitta corrispondenza con molti dei personaggi succitati e che è una grande spaccato della cultura di un letterato secentesco di fama. I due nuclei principali dell'epistolario sono costituiti dalle lettere a Bernardo Castello e Pier Giuseppe Giustiniani, le più numerose, rispettivamente nella prima e nella seconda parte della vita del poeta.

## Omaggi
- A Chiabrera sono intitolati oggi il Liceo Classico e Linguistico di Savona, il teatro Gabriello Chiabrera, e una scuola primaria inaugurata nel 1873 nella località di Fassolo a Genova (cantata nel poemetto Galatea o le grotte di Fassolo del 1622).